# Werkzeugschrank

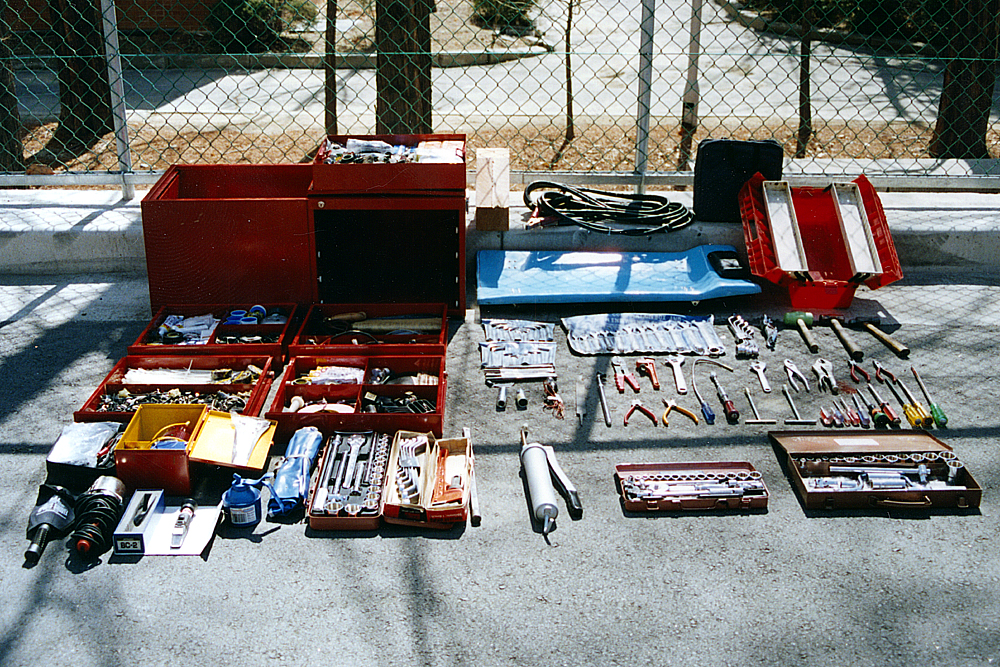
Werkzeugschrank (mit ausgebreiteten Fächern)

Als Werkzeugschrank bezeichnet man Schränke, die zur Aufbewahrung von Handwerkzeugen, Maschinen oder Maschinenwerkzeugen benötigt werden. Holzschränke dienen zumeist der Unterbringung von Schreinerwerkzeugen aber auch Heimwerkerausstattungen sowie Gruppenwerkzeugsätzen, wie sie in Schulen und Ausbildungsstätten verwendet werden. Die Aufbewahrung kann hängend oder in Schubladen sowie in Blocksystemen erfolgen. Metallwerkzeugschränke finden sich vorwiegend in Kfz-Werkstätten, Montagebetrieben und in Werkstattfahrzeugen. Im industriellen Bereich gibt es besondere Schubladenschränke, in denen Bohrer, Fräser, Senker und andere Maschinenwerkzeuge so gelagert werden, dass sich die empfindlichen Werkzeugscheiden nicht berühren und damit abstumpfen. Hochwertige Ausführungen sind mit Tiefzieheinsätzen aus Thermoplast oder mit Einsätzen aus Schaumstoff ausgestattet, die maßgenaue Ausfräsungen für die zu lagernden Werkzeuge besitzen. 
Manche Werkzeugschränke sind mit Lenkrollen ausgestattet und können so bequem von einem Arbeitsplatz zum anderen verschoben werden, zum Beispiel von einer Werkbank zu einer Maschine. 